# ميكس ميوزك
ميكس ميوزك برنامج غنائي من تقديم خالد سليم و إلين لحود يعرض أسبوعيا على قناة تلفزيون دبي و في كل حلقة يتم استضافة مجموعة من المطربين العرب.

## عن البرنامج
برنامج موسيقي شبابي يتميز بالتلقائية والإيقاع الشبابي السريع، والخروج من النمط التقليدي للبرامج الموسيقية.
في كل حلقة يجتمع مجموعة من الفنانين والموسيقيين تربطهم وصلات غنائية مختلفة، بالإضافة إلى أغاني فردية ولقاءات سريعة وحوارات عفويه بين الضيوف خلال التحضيرات خلف الكواليس، بالإضافة إلى عرض أغاني تبث لأول مره وسط حماس الجمهور في الاستديو.

## ضيوف الحلقات
في كل حلقة يستضيف البرنامج عددا من المطربين العرب, و هم
| ضيوف البرنامج |                                       |          |                                     |
| الحلقة 1      | ميريام فارس . رامي جمال و عمار الكوفي | الحلقة 2 | رامي صبري . واما و نوال بن كريم     |
| الحلقة 3      | وائل جسار . بوسي و جاسم الكاسر        | الحلقة 4 | مايا دياب . محمد رضا و محمود الليثي |
| الحلقة 5      | مروان خوري و جنات                     | الحلقة 6 |                                     |